# Thuin
Thuin (wa. Twin, hist. Thuden) – miasto w Belgii, w Regionie Walońskim, w prowincji Hainaut, siedziba administracyjna okręgu Thuin. 1 stycznia 2024 r. liczyło 14 871 mieszkańców.

## Historia
Obszar Thuin był używany już w czasach rzymskich do pochówku zmarłych ok. II i III wieku. Najwcześniejsza znana nazwa osady brzmi Thudinium Castellum zapisana przez opactwo w Lobbes, które wymienia różne miejscowości leżące w sąsiedztwie, których mieszkańcy muszą zapłacić dziesięcinę. W roku 888 miejscowość przeszła do biskupstwa Liège. Sto lat później książę-biskup Notger wybudował w Thuin mury obronne.
W 1048 roku w bitwie pod Thuin zabity został Adalbert Lotaryński przez Gotfryda II Brodatego. W 1654 roku hiszpańskie wojska bezskutecznie próbowały zdobyć miasto. Wierzono, że szczęście przynosi im święty Roch, więc co roku w trzecią niedzielę maja do dziś odbywają się procesje wojskowe upamiętniające wydarzenia z 1654 roku. W 1675 roku Ludwik XIV zajął miasto do czasu podpisania traktatów w Nijmegen w 1678 roku.
Miasto Thuin jest siedzibą Międzynarodowej Federacji Kynologicznej.

## Podział administracyjny
W skład miasta wchodzi siedem dzielnic (section):
- Biercée
- Biesme-sous-Thuin
- Donstiennes
- Gozée
- Leers-et-Fosteau
- Ragnies
- Thuillies

## Zabytki
- dzwonnica pochodząca z XVII wieku wpisana na listę światowego dziedzictwa UNESCO
- VII-wieczne opactwo Aulne

## Współpraca
Miejscowości partnerskie:
- Bletterans, Francja
- Torgnon, Włochy